# Bolesław VI. der Fromme

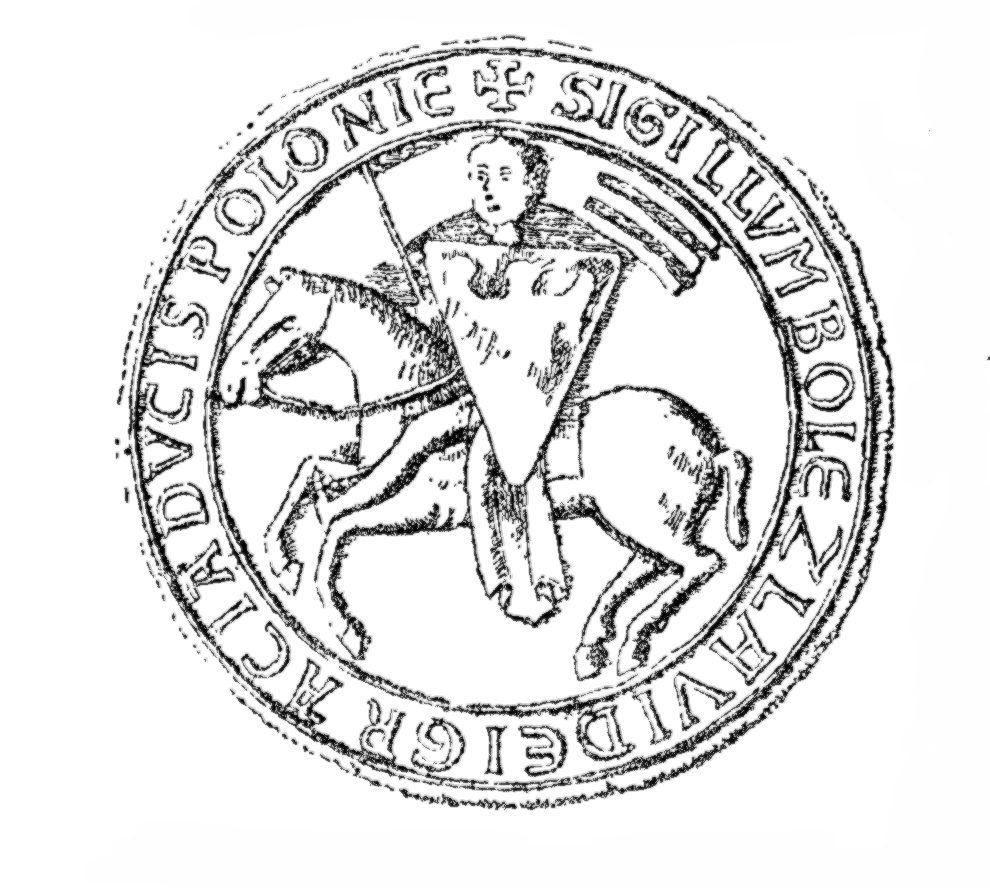
Siegel von Bolesław VI. dem Frommen

Bolesław VI. der Fromme von Großpolen-Kalisch (polnisch Bolesław Pobożny; * 1224/27; † 13./14. April 1279 in Kalisz) wurde als Sohn von Władysław Odonic aus der Dynastie der großpolnischen Piasten, Herzog von Großpolen in Kalisz, in Posen und Gniezno und Hedwig  von Pommerellen aus der Familie der Samboriden geboren.

## Leben
Bolesław heiratete 1257 Jolenta Helena, Prinzessin von Ungarn (Jolanta von Polen) aus dem Adelsgeschlecht der Árpáden, Tochter des Königs Béla IV. von Ungarn. Sie hatten drei Kinder, Jadwiga von Kalisz (Hedwig von Kalisch, Jadwiga Kaliska), Elisabeth von Kalisch und Anna Bolesławówna, die ihr Leben im Kloster verbrachte. Boleslaw VI. der Fromme ist im Posener Dom (Erzbischöfliche St.-Peter-und-Paul-Kathedrale in Posen) begraben.

## Wirken
Boleslav VI. der Fromme war 1239 bis 1247 Herzog von Großpolen, 1247 bis 1249 Herzog von Kalisz, 1249 bis 1250 Herzog von Gniezno, 1253 bis 1257 Herzog von Gniezno-Kalisz, 1257 bis 1273 Herzog von Großpolen und Posen, 1262 bis 1264 Regent der Herzogtümer von Masowien, Płock und Czersk, 1268 bis 1273 Herrscher über Bydgoszcz, 1271 bis 1273 Herzog von Wrocław und ab 1273 Herzog von Gniezno-Kalisz bis zu seinem Tod.
Er erließ am 8. September 1264 das Statut von Kalisch. Das Statut definierte die Stellung der Juden in Polen und legte die Grundlage für deren relativ autonome Existenz, die bis 1795 wirkte. Mit dem Statut wurden unter anderem Strafen für die Schändung von jüdischen Friedhöfen und Synagogen angedroht. Das Statut enthielt Vorschriften zur Bestrafung jener, die Juden des Ritualmordes beschuldigten. Es regelte die Grundsätze der Handelstätigkeit durch die Juden und sicherte ihnen die Unantastbarkeit des Lebens und des Besitzes zu.